# 我的希臘甜心
《我的希臘甜心》是一部2014年的劇情片，由帕諾斯·庫特拉斯導演。影片入圍2014年坎城影展的「一種注目」單元和多倫多國際影展的「當代電影世界」單元，並代表希臘於第88屆奧斯卡金像獎競選奧斯卡最佳外語片獎，但未獲提名。

## 主要角色
- 寇斯塔斯·尼古力（希臘語：Κώστας Νικούλι） 飾 丹尼
- 尼可斯·哥利亞（希臘語：Νίκος Γκέλια） 飾 奧德西亞
- 雅尼斯·史坦寇盧（英语：Yannis Stankoglou） 飾 Lefteris
- Marissa Triandafyllidou 飾 Vivi
- Aggelos Papadimitriou 飾 Tassos
- Romanna Lobats 飾 Maria-Sonia
- 派蒂·帕佛（英语：Patty Pravo） 飾 她自己

## 外部連結
- 互联网电影数据库（IMDb）上《我的希臘甜心》的资料（英文）
- AllMovie上《我的希臘甜心》的资料（英文）
- Box Office Mojo上《我的希臘甜心》的資料（英文）
- 爛番茄上《我的希臘甜心》的資料（英文）
- Yahoo!奇摩電影上《我的希臘甜心》的頁面 （繁體中文）
- 開眼電影網上《我的希臘甜心》的資料 （繁體中文）
- YouTube上《我的希臘甜心》的臺灣中文預告片 （繁體中文）
- 帥兄基弟尋父記 <雙非少男> Xenia （页面存档备份，存于）影評 （繁體中文）